# ألان كامبل (ممثل)
ألان كامبل (بالإنجليزية: Alan Campbell) مواليد 22 أبريل 1957 في هومستيد، الولايات المتحدة، هو ممثل أمريكي بدأ مسيرته الفنية سنة 1979.

## الأعمال

### مسلسلات
- عالم آخر (1983) (بدور: إيفان غرانت)
- حقائق الحياة (1985) (بدور: تشاك)
- ماتلوك (1986) (بدور: بالمر)
- أول ماي تشيلدرن (2004)
- القانون والنظام: الوحدة الخاصة للضحايا (2006)

## روابط خارجية
- ألان كامبل على موقع IMDb (الإنجليزية)
- ألان كامبل على موقع قاعدة بيانات برودواي على الإنترنت (الإنجليزية)
- ألان كامبل على موقع قاعدة بيانات برودواي على الإنترنت (الإنجليزية)
- ألان كامبل على موقع قاعدة بيانات الفيلم (الإنجليزية)